# Pejelagartero 1.ª Sección (Gpe. Victoria)
Pejelagartero 1.ª Sección (Gpe. Victoria) es una localidad del municipio de Huimanguillo ubicado en la subregión de la Chontalpa del estado mexicano de Tabasco.

## Geografía
La localidad de Pejelagartero 1.ª Sección (Gpe. Victoria) se sitúa en las coordenadas geográficas 18°05′30″N 93°49′59″O / 18.091667, -93.833056, a una elevación de 9 metros sobre el nivel del mar.

## Demografía
Según el Conteo de Población y Vivienda 2020, efectuado por el Instituto Nacional de Estadística y Geografía, la localidad de Pejelagartero 1.ª Sección (Gpe. Victoria) tiene 372 habitantes, de los cuales 190 son del sexo masculino y 182 del sexo femenino. Su tasa de fecundidad es de 2.81 hijos por mujer y tiene 106 viviendas particulares habitadas.
| Gráfica de evolución demográfica de Pejelagartero 1.ª Sección (Gpe. Victoria) entre 1990 y 2020 |
|                                                                                                 |
| INEGI.                                                                                          |